# Parsifal (film 1909)
Parsifal è un cortometraggio del 1909 diretto da Mario Caserini.

## Distribuzione
- Italia: 1909
- Colombia: 27 dicembre 1909